# Erster Weltkrieg außerhalb Europas
Der Erste Weltkrieg außerhalb Europas umfasste zahlreiche Nebenkriegsschauplätze des Ersten Weltkriegs. Es kam unter anderem zu Kampfhandlungen um die deutschen Kolonien in Afrika, Asien und im Pazifik. Die meisten deutschen Überseegebiete wurden nach kurzen Kämpfen von der Entente und ihren Verbündeten eingenommen. Die Kolonialstreitkräfte waren nicht für den Krieg gegen äußere Gegner vorgesehen gewesen und die deutschen Territorien waren sämtlich von Gebieten unter Kontrolle der Entente umgeben, die dazu auch die Kontrolle über die Seewege innehatten. Lediglich in Ostafrika dauerten die Kampfhandlungen über das Jahr 1916 hinaus an. Die letzten Einheiten der dortigen Schutztruppe kapitulierten erst nach dem offiziellen Waffenstillstand in Europa.
Weitere Kriegsschauplätze außerhalb Europas lagen im Kaukasus sowie in den orientalischen Gebieten des Osmanischen Reiches (Hedschas, Levante, Mesopotamien). Außerdem kam es vor allem in Afrika und Asien zu Agententätigkeiten, Nachrichtenmissionen sowie Unterstützungsaktionen zur Anregung von Aufständen.

Zeitverlauf des Ersten Weltkrieges in globaler Dimension:
Ab dem Frühjahr 1916 beschränkte sich der außereuropäische Machtbereich der Mittelmächte auf den arabisch-osmanischen Raum und kleine Gebiete Ostafrikas, während die Ententemächte über Kolonien und Verbündete auf allen Kontinenten verfügten.

## Kriegsschauplätze in und bei den deutschen Kolonien

Deutsche Kolonien, Kampfrichtungen und Kapitulationen im Ersten Weltkrieg

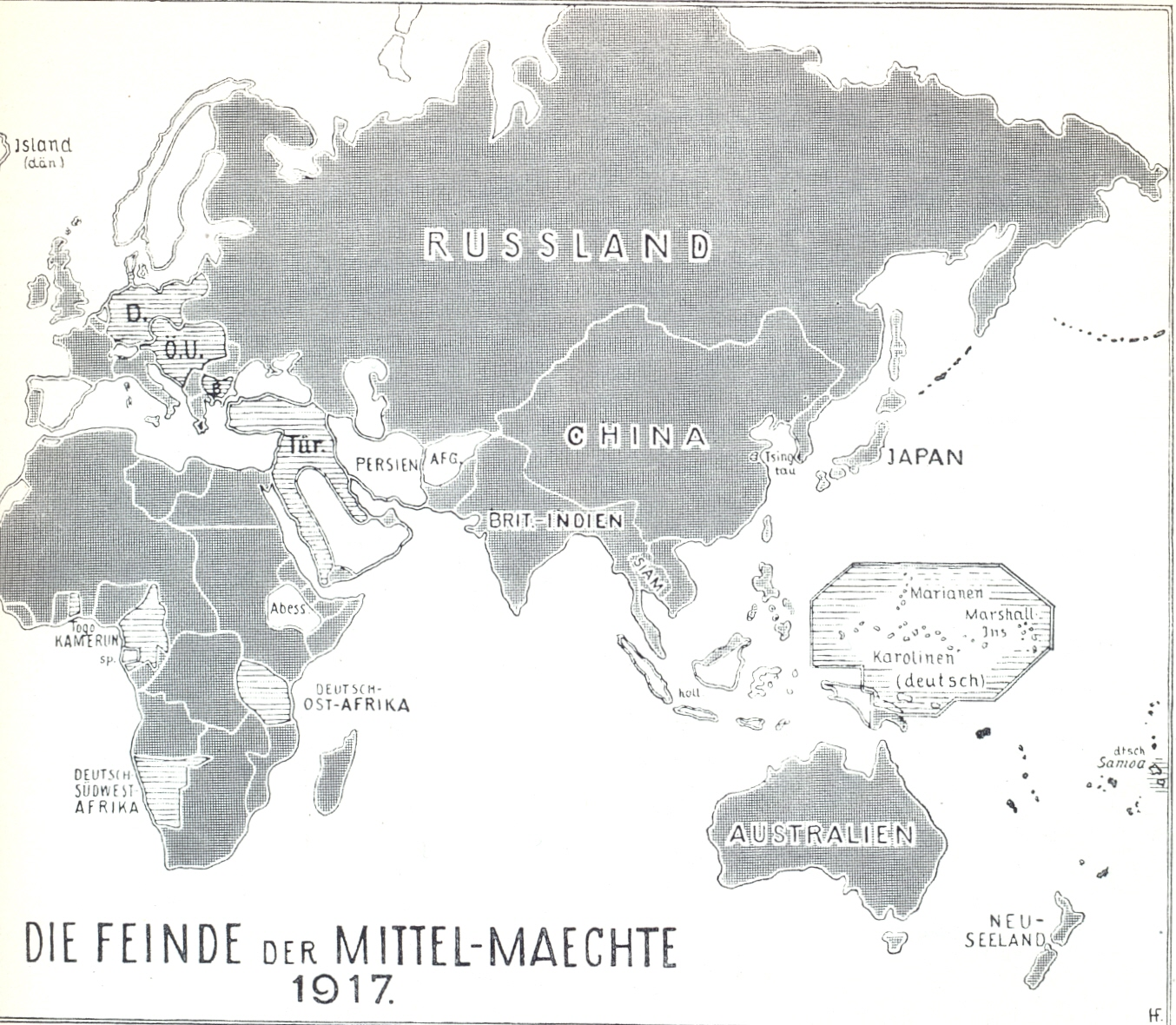
Die Feinde der Mittel-Mächte 1917 (nach einer Karte von Georg von Moser)

Der Erste Weltkrieg an Kolonialschauplätzen spielte für den Kriegsverlauf nur eine untergeordnete Rolle. Das Deutsche Kaiserreich hatte aufgrund der erschwerten Erreichbarkeit und Versorgungslage kaum die Möglichkeit, seine Kolonien dauerhaft zu verteidigen. Die Streitkräfte waren nicht für äußere Konflikte angelegt, sondern dienten der Machterhaltung im Inneren. Das Parlament in Berlin war außerdem der Meinung, dass sich das Schicksal der Kolonien auf den europäischen Schlachtfeldern entscheiden würde. Zudem hoffte man auf die Kongoakte von 1885, in der sich die europäischen Mächte verpflichtet hatten, einen Krieg nicht auf die Kolonien auszuweiten.
Zu den Deutschen Kolonien gehörten: der Marinestützpunkt Kiautschou in Nordchina, die pazifischen Inselgebiete Deutsch-Neuguinea und Deutsch-Samoa sowie die afrikanischen Kolonien Togo, Kamerun, Deutsch-Südwestafrika und Deutsch-Ostafrika. Die Gesamtfläche dieser Gebiete betrug 2.953.000 km² (ca. das Achtfache des heutigen Deutschlands), die Gesamteinwohnerzahl über 12 Millionen.
Die Schutztruppen in den drei großen afrikanischen Kolonien zählten insgesamt etwa 15.000 Mann, die eigentlich nicht für kriegerische Konflikte stationiert waren, sondern die Herrschaft sichern und Aufstände durch Einheimische verhindern sollten. In den kleineren Kolonien gab es lediglich Polizeieinheiten. Die ohnehin schon hohen Verwaltungskosten sollten nicht noch durch eine große Streitmacht ins Unermessliche steigen. Die Kapitulation der deutschen Kolonien war zu Beginn des Ersten Weltkrieges eine Frage der Zeit.

### Kiautschou

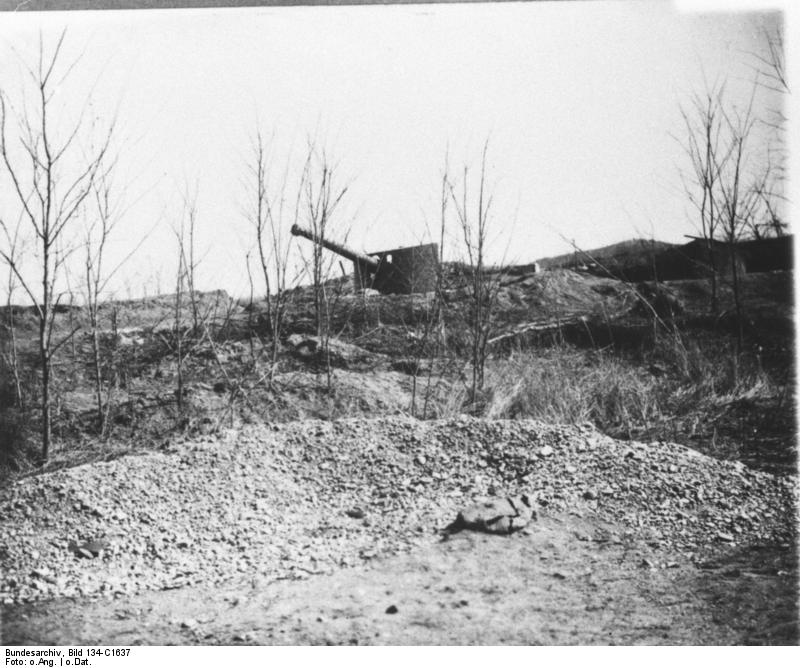
Zerschossenes deutsches Geschütz bei Tsingtau

Kiautschou, das erst 1897 von China für 99 Jahre gepachtet worden war, stellte einen Ausnahmefall dar, da es nicht wie alle anderen Kolonien dem Reichskolonialamt, sondern als Flottenstützpunkt dem Reichsmarineamt unterstand. 1914 war das III. Seebataillon dort stationiert, dessen 1.500 Mann zu Kriegsbeginn um 3.400 Mann verstärkt wurden (ein chinesisches Angebot der Verstärkung durch mehrere zehntausend Mann wurde ignoriert). Am 15. August 1914 richtete Japan, das in der anglo-japanischen Allianz mit dem Vereinigten Königreich verbündet war, ein Ultimatum an Deutschland und verlangte darin die Abtretung des Pachtgebietes, welches aber vom Gouverneur Alfred Meyer-Waldeck unbeantwortet blieb. Daraufhin kam es am 23. August zur Kriegserklärung Japans an Deutschland. Da Wien sich weigerte, den Kreuzer Kaiserin Elisabeth aus Tsingtau abzuziehen, erklärte Japan auch Österreich-Ungarn den Krieg; der Verbleib des Kreuzers in Tsingtau wurde als ausdrücklicher Wunsch von Kaiser Wilhelm II. angesehen. Die Flugzeuge des japanischen Flugzeugmutterschiffes Wakamiya schrieben Marinegeschichte als erste Flugzeuge, die erfolgreich von einem Schiff aus Land- und Seeziele angriffen. Der österreichisch-ungarische Kreuzer Kaiserin Elisabeth und das deutsche Kanonenboot Jaguar wurden vor Tsingtau am 6. September 1914 Ziel des ersten seegestützten Luftangriffes in der Geschichte, beide Schiffe wurden dabei nicht getroffen. Gemeinsam mit britischen Truppen schlossen die Japaner das gesamte Pachtgebiet von der Land- (über das neutrale China) und Meeresseite ein. Nach tagelangem Artilleriebeschuss und einem vergeblichen Generalangriff der Alliierten am Geburtstag des japanischen Kaisers Yoshihito, ging die Munition der Verteidiger zu Ende, so dass Meyer-Waldeck am 7. November 1914 kapitulierte. Von den 4.900 Verteidigern fielen 224, von 53.000 Angreifern 519 Mann.
Die deutschen Verteidiger wurden nach Japan in Kriegsgefangenschaft verbracht. Sie lebten dort in mehreren Lagern und wurden teilweise erst 1920 entlassen. Die bekanntesten Lager hießen Matsuyama und Bandō.

### Deutsch-Neuguinea

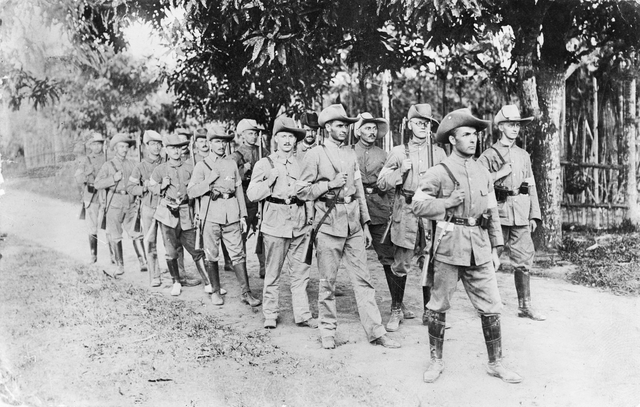
Deutsche Reservisten bei Kriegsbeginn in Neuguinea 1914

Deutsch-Neuguinea erreichte erst am 5. August 1914 die Meldung, dass in Europa Krieg ausgebrochen war. Als Vizegouverneur Eduard Haber, der seit Frühjahr 1914 den wegen einer Erkrankung beurlaubten Gouverneur Albert Hahl vertrat, einige Tage später von einer Expedition ins Landesinnere von Kaiser-Wilhelms-Land zurückkehrte, wurden 50 bewaffnete Deutsche, darunter 2 Offiziere, sowie 240 Mann melanesische Polizeikräfte mobilisiert.

#### Kaiser-Wilhelms-Land und Bismarck-Archipel

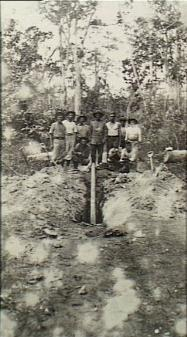
Deutsche Landmine bei Bitapaka, 1914

Nachdem bereits kleine australische Vorkommandos am 12. August 1914 die Fernsprechvermittlungsstellen in Rabaul und Herbertshöhe zerstört hatten, erreichten Anfang September 1914 australische Streitkräfte das Kaiser-Wilhelms-Land und Bismarck-Archipel. Die Gesamtstärke umfasste etwa 6.000 Soldaten, ein Schlachtkreuzer, zwei Kreuzer, drei Zerstörer und die einzigen beiden australischen U-Boote. Die Funkstation in Bitapaka bei Herbertshöhe sollte als Nachrichtenpunkt für das ostasiatische Kreuzergeschwader des Grafen von Spee dienen. Dazu musste sie möglichst lange gehalten werden. Die Station wurde mit allen zur Verfügung stehenden Mitteln in den Verteidigungszustand versetzt. Schützengräben wurden angelegt und die Straße zur Küste an einigen Stellen mit selbstgebauten Sprengladungen vermint. Rund 1.500 australische Freiwillige wurden auf die Einnahme der Funkstation angesetzt. Bereits den Spähtrupps gelang es, die deutschen Stellungen zu überraschen. Etwa ein Viertel der melanesischen Polizeitruppe ergab sich oder flüchtete gleich bei Gefechtsbeginn. Nach einem fünfstündigen Kampf ergaben sich die Verteidiger. Bei den Kämpfen starben 30 Einheimische, ein Deutscher und sechs Australier. Bei der Kollision eines der australischen U-Boote mit einem anderen australischen Schiff starben weitere 35 Australier. Ein Teil der kleinen deutsch-melanesischen Truppe zog sich ins Landesinnere zurück, doch am 17. September 1914 entschloss sich Vizegouverneur Haber zur Kapitulation. Die deutschen Regierungsschiffe Nusa und Komet wurden durch das Australische Expeditionskorps am 13. September 1914 beschlagnahmt bzw. am 9. Oktober 1914 aufgebracht.
Am 21. September 1914 erfolgte die Übergabe der verbliebenen, sogenannten „gesamten bewaffneten Macht des Schutzgebietes“ – fünf Offiziere, 35 deutsche und 110 melanesische Bewaffnete – an den australischen Oberbefehlshaber. Die übrigen Ortschaften auf Kaiser-Wilhelms-Land und im Bismarck-Archipel wurden nacheinander kampflos von australischen Streitkräften besetzt. Als letzte deutsche Regierungsstation wurde am 11. Januar 1915 Morobe besetzt.
Die Kapitulationsbedingungen waren sehr milde: Die deutschen Beamten wurden mit drei Monatsgehältern ins Deutsche Reich zurückgeschickt, deutsche Gesetze und Währung blieben vorerst bestehen.
In der Provinz Morobe versteckte sich der deutsche Hauptmann Hermann Detzner mit wenigen Mann im Busch und kapitulierte erst im November 1918.

#### Mikronesien

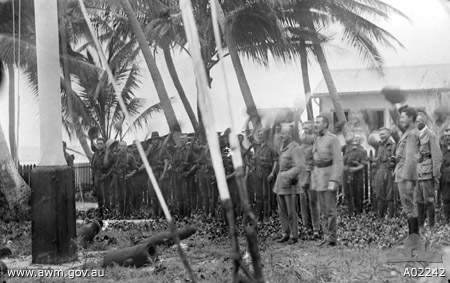
Hissung der britischen Fahne auf Nauru, 7. November 1914

Die deutschen Inseln in Mikronesien wurden unter anderem wegen der Bodenschätze auf Angaur und Nauru besetzt. Außerdem nutzte Japan die Gelegenheit, seinen pazifischen Einflussbereich nach Süden auszudehnen, nachdem Großbritannien zunächst zögerlich agierte.
Auf der Insel Yap zerstörten die Mannschaften der britischen Kreuzer Minotaur und Hampshire am 12. August 1914 das dort einmündende Seekabel und die Funkstation, ohne die Insel zu besetzen. Daraufhin wurde deutscherseits unter Zuhilfenahme der Ausrüstung des Vermessungsschiffs SMS Planet eine Ersatzfunkstation errichtet, die man jedoch beim Erscheinen japanischer Kriegsschiffe im Oktober 1914 selbst zerstörte. Am 9. September erreichte der britische Kreuzer Melbourne die Insel Nauru, wobei nur die Funktechnik unbrauchbar gemacht wurde. Sogar die deutsche Flagge durfte vorerst weiter wehen. Ähnliches ereignete sich auf der Insel Angaur. Dort traf am 26. September der australische Kreuzer Sydney ein. Ein Landungstrupp des Kreuzers beschlagnahmte die Funkausrüstung in so großer Eile, dass sie nach Abzug des Schiffes von den Inselbewohnern leidlich wiederhergestellt werden konnte. Endgültig besetzt wurde Angaur dann am 9. Oktober durch die Japaner. Auch alle anderen deutschen Inseln in Mikronesien, bis auf Nauru, wurden kampflos von japanischen Truppen besetzt, zuletzt die Insel Rota am 21. Oktober 1914. Die Insel Nauru, die wegen ihres Phosphatreichtums begehrt war, wurde am 6. November 1914 von britisch-australischen Kräften aus Rabaul kommend vollständig in Besitz genommen. Am kommenden Tag wurde die britische Fahne gehisst. Meistens erfolgte die Übergabe der jeweiligen Insel an die eintreffenden Besatzer unverzüglich. Lediglich auf Ponape zog sich der Assessor Josef Köhler mit einer Truppe von 50 einheimischen Polizisten in den Busch zurück, bis er die Aussichtslosigkeit seiner Lage einsah. Der deutsche Hilfskreuzer Cormoran operierte mehrere Monate in mikronesischen Gewässern, wurde aber mangels Kohlenachschub und Versenkungserfolge Ende 1914 in Guam interniert.
Eugenio Blanco, der letzte spanische Gouverneur der Karolinen, machte den Deutschen ein Angebot. Von den Philippinen aus sollten 5.000 Kriegsfreiwillige für den Kampf gegen Japan bereitgestellt werden. Dieses – inoffizielle – Angebot wurde jedoch vom deutschen Auswärtigen Amt und der kaiserlichen Marineleitung abgelehnt. Spanien und die Vereinigten Staaten, in deren Besitz sich die Philippinen befanden, wären hierdurch ggf. in den Krieg hineingezogen worden.
Die deutschen Bewohner der von nun an japanischen Inseln konnten über Japan und die Vereinigten Staaten ins Deutsche Reich zurückkehren.

### Deutsch-Samoa

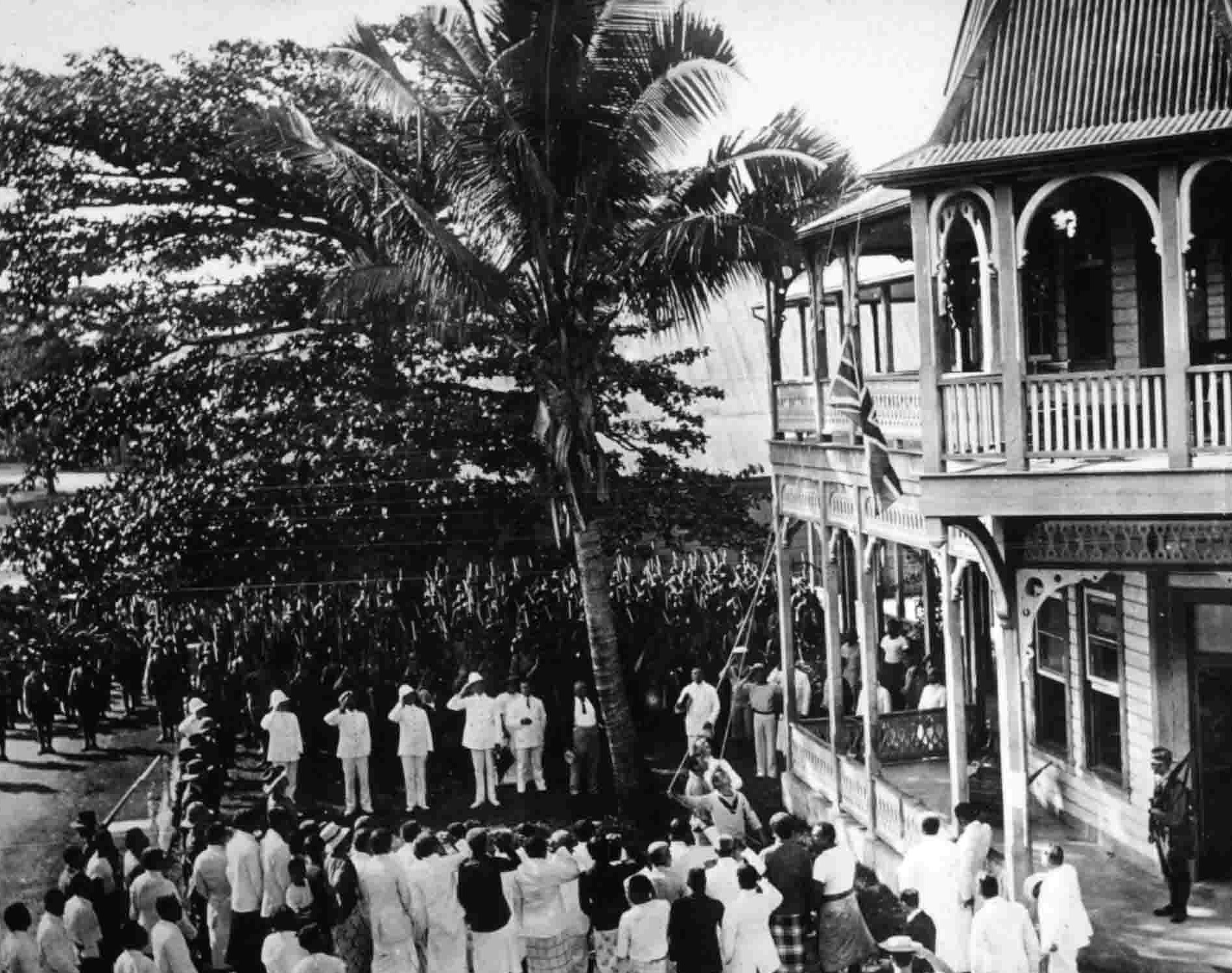
Hissung des Union Jack auf Samoa, 30. August 1914

Der Gouvernementsrat von Deutsch-Samoa war durch die gerade fertiggestellte Funkstation von Tafaigata über den Kriegsausbruch informiert. Der Rat beschloss, die Kolonie im Falle eines Angriffs kampflos zu übergeben. Aufgrund der geringen militärischen Mittel – Samoa besaß keine Schutztruppe – galt eine Verteidigung der Inselkolonie als aussichtslos. Eine Bürgerwehr, bestehend aus 40 dienstverpflichteten Europäern, bewachte jedoch die Funkstation und hielt sich für etwaige Unruhen bereit. Unterstützung erwarteten die Deutschen von der aus heimischen Häuptlingssöhnen gebildeten Polizei, Fita-Fita genannt. Die Kolonialverwaltung ließ wichtige Dokumente und Geld auf den Postdampfer Staatssekretär Solf verladen und sandte das Schiff nach Pago Pago im benachbarten und neutralen Amerikanisch-Samoa.
Am 29. August 1914 besetzten neuseeländische Truppen, die von einem australisch-französischen Flottenverband unterstützt wurden, den deutschen Teil der Samoainseln. Dabei kamen auf australischer Seite der Schlachtkreuzer Australia sowie die Kreuzer Melbourne, Sydney, Psyche, Pyramus und Philomel zum Einsatz. Ferner erschienen der französische Panzerkreuzer Montcalm sowie die Frachter Moeraki und Monowai der Union Steam Ship Company vor Samoa. Die Kriegsschiffe deckten die Landung von fast 1.500 neuseeländischen Soldaten. Kurz darauf wurde die deutsche Flagge auf dem Gouvernementsgebäude eingeholt. Die Deutschen ließen sich von den Neuseeländern ohne Gegenwehr in einem Lager internieren.
Am 14. September 1914 kreuzten die deutschen Schiffe Gneisenau und Scharnhorst des Ostasiengeschwaders vor Apia. Da die australischen Kriegsschiffe zu der Zeit nicht vor Ort waren, kam es jedoch zu keinem Seegefecht. Auch die von den Internierten begrüßte und von den Besatzern befürchtete Landung blieb aus. Eine Rückeroberung zog Geschwader-Chef Spee nicht in Betracht, da die Feindstärke unklar und keine langfristige Erfolgsaussicht bestand. Auch einen Beschuss Apias unterließ er. Das Geschwader setzte – nach vorgetäuschtem Westkurs – seine Fahrt nach Südamerika fort. Deutsche Kolonisten, die bereits aufgebrochen waren, um sich Spee als Verstärkung und Wegweiser zur Verfügung zu stellen, wurden in die Kriegsgefangenschaft abgeführt.

### Togo

Besetzung Togos, 1914

Togo, eingekeilt zwischen englischem und französischem Kolonialgebiet, ohne natürliche Grenzen und mit einem gut ausgebauten Straßennetz bot ein verlockendes Angriffsziel. In Togo waren keine Schutztruppen stationiert, das Land verfügte lediglich über eine einheimische, 550 Mann starke Polizeitruppe, die von fünf europäischen Offizieren geführt wurde. Sie wurde zwar bei Beginn des Krieges auf insgesamt 1.500 Mann, darunter rund 200 Deutsche, aufgestockt, doch den größtenteils untrainierten Einheiten mangelte es an Kriegsmaterial. Am 6. August 1914 besetzten französische Kolonialtruppen die Küstenorte Anecho und Porto Seguro, ohne auf Widerstand zu stoßen. Am Folgetag landeten britische Einheiten am Haupt- und Hafenort Lome. Die Deutschen zogen sich, der Aussichtslosigkeit der Lage bewusst, ins Landesinnere zurück und beschränkten sich darauf, Eisenbahnbrücken zu sprengen, um den feindlichen Vormarsch zu bremsen. Bei Bafilo im Nordosten Togos kam es zu einem Gefecht zwischen kleineren deutschen und französischen Abteilungen. Der stellvertretende Gouverneur Togos, Hans Georg von Doering, hatte von der deutschen Reichsregierung den Befehl erhalten, solange wie möglich die transkontinentale Funkstation in Kamina zu verteidigen, da hierüber im drahtlosen Funkverkehr mit Deutschland kriegswichtige Informationen weitergeleitet werden konnten. Die Küstenfunkstelle Togblekovhe – etwa 16 Kilometer landeinwärts im Hinterland Lomes – wurde durch ein deutsches Kommando selbst zerstört, um sie nicht in Feindeshand fallen zu lassen. Entlang der Bahnlinie Lome-Atakpame entwickelte sich über mehrere Tage ein Kleinkrieg zwischen der zurückweichenden Polizeitruppe der Deutschen und den von der Küste vorrückenden britisch-französischen Kolonialtruppen. Beim Chra-Fluss (Kilometer 123 der Eisenbahnstrecke von Lome) kam es am 22. August 1914 zum schwersten Gefecht in Togoland. 60 Deutsche und etwa 500 einheimische Söldner hatten sich in einer stark befestigten Stellung verschanzt. Britische und französische Truppen liefen stundenlang gegen diese Stellung an. Aufgrund der demoralisierten Söldner und Träger sowie Munitionsmangel musste die Position jedoch am folgenden Tag von den Deutschen geräumt werden. Somit war der Weg zu der bei Atakpame gelegenen Großfunkstation Kamina frei. In der Nacht vom 24. auf den 25. August 1914 wurde die Station durch die Deutschen selbst zerstört, indem die Maschinen in Brand gesetzt und die Funkmasten umgelegt wurden.
Am 27. August 1914 fand die Übergabe der Kolonie Togo statt. Das Gebiet wurde zwischen Französisch-Westafrika und der britischen Goldküste aufgeteilt.

### Kamerun

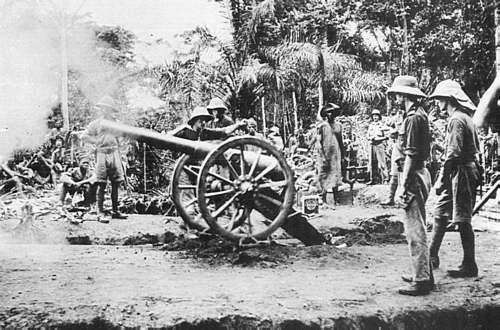
Britische Geschützstellung bei Dschang in Südkamerun, 1915

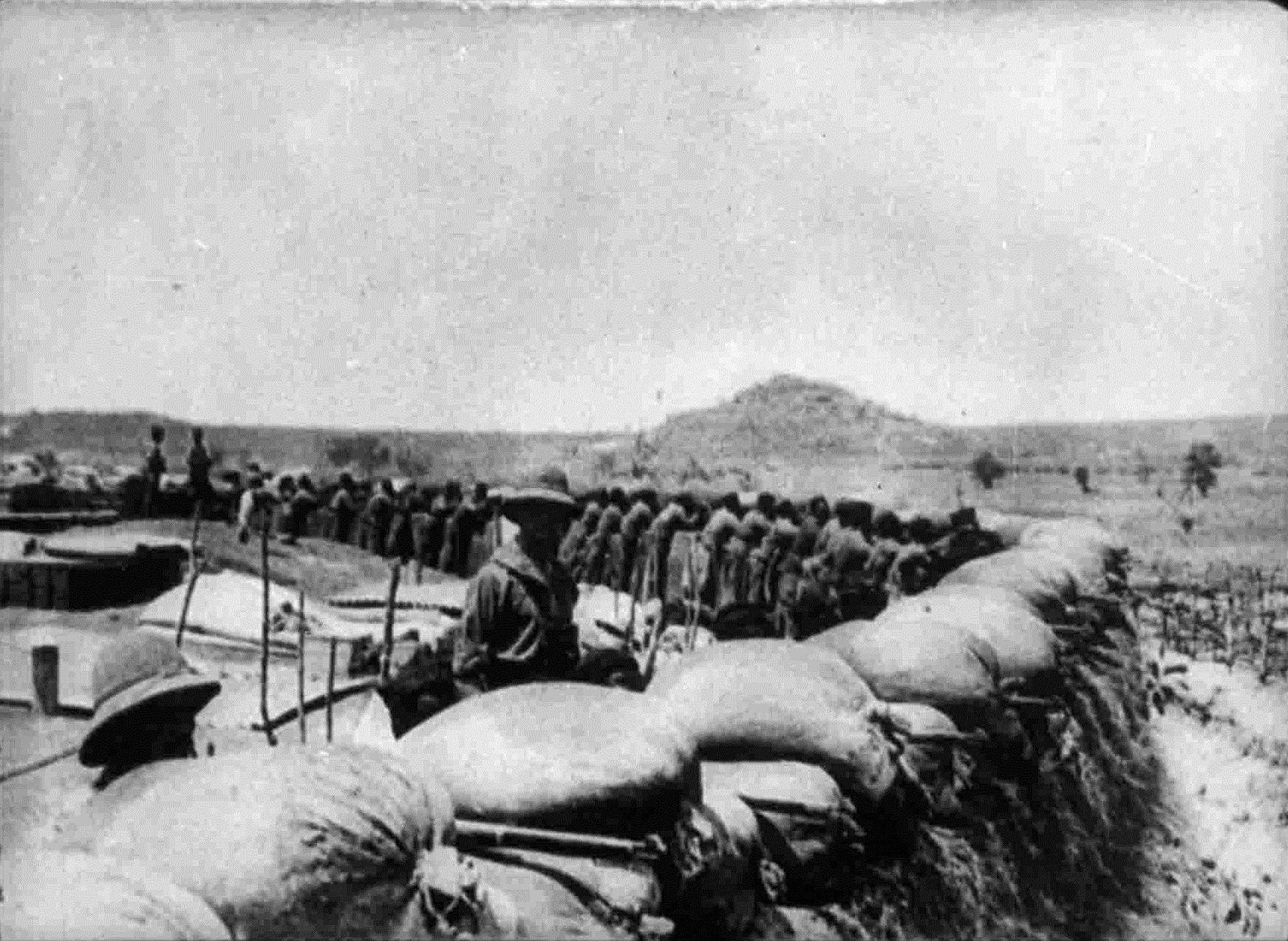
Deutsche Verteidigungsstellung bei Garua in Nordkamerun, 1914/15

Die deutsche Schutztruppe in Kamerun war bereits vor 1914 durch Aufstände geschwächt worden, außerdem ermöglichte die geographische Lage Kameruns es den Alliierten, von allen vier Seiten gleichzeitig anzugreifen. 8.000 deutschen beziehungsweise einheimischen Verteidigern standen 30.000 überlegen bewaffnete Gegner gegenüber. Trotz dieser alliierten Übermacht konnten die Deutschen unter der Leitung von Major Carl Heinrich Zimmermann bis September 1914 einige Teilerfolge verbuchen und die englischen und französischen Verbände immer wieder zurücktreiben. Am 27. September 1914 jedoch mussten die Deutschen die Hafenstadt Duala aufgeben und sich ins Landesinnere zurückziehen. Dort begannen sie einen zermürbenden Guerillakrieg im Regenwald Südkameruns und einen hartnäckigen Stellungskrieg in der Savanne Nordkameruns. Diese Abwehrerfolge wurden wesentlich durch die Unterstützung der einheimischen Bevölkerung und durch die Tatsache ermöglicht, dass die Anfangsverluste in Duala und andernorts nur von geringer strategischer Bedeutung waren. Im nachfolgenden Jahr wechselte das Kriegsglück ständig. Zwar konnten die Verteidiger die Angreifer immer wieder blutig zurückschlagen, dennoch zeichnete sich ein Sieg der Entente ab, da die Alliierten im September 1915 ihr erstes Operationsziel erreichen konnten: Sie standen an der Linie Wumbiaga-Éséka und hielten damit die Schlüsselstellen des Landes besetzt. Im Januar 1916 zog sich, nach der Räumung der Hauptstadt Yaoundé, der Großteil der deutschen Verbände ins neutrale Spanisch-Guinea zurück. Bei dieser Flucht gelangten 900 Deutsche und 14.000 Soldaten der einheimischen Hilfstruppen auf neutralen Boden, 50.000 Eingeborene folgten ihnen. Die verbliebenen Einheiten kämpften solange, bis die letzten Deutschen aus Kamerun evakuiert werden konnten. Diese Nachhut streckte schließlich am 18. Februar 1916 die Waffen. Eine Bergstellung bei Mora im Nordzipfel Kameruns konnte sich bis zu diesem Zeitpunkt gegen Entente-Truppen behaupten. In der Rückschau dauerte der Kamerun-Feldzug mit achtzehn Monaten viel länger, als die Entente je erwartet hatten. Nach dem britischen Historiker Hew Strachan hält die militärische Leistung Zimmermanns und der Schutztruppe in Kamerun derjenigen Lettow-Vorbecks in Ostafrika in jeder Hinsicht stand, machte dessen spätere Erfolge überhaupt erst möglich. So habe Zimmermanns zäher Widerstand zur Bindung großer alliierter Verbände in Kamerun geführt und dadurch den deutschen Truppen in Ostafrika eine Atempause von über einem Jahr verschafft.

### Südwestafrika

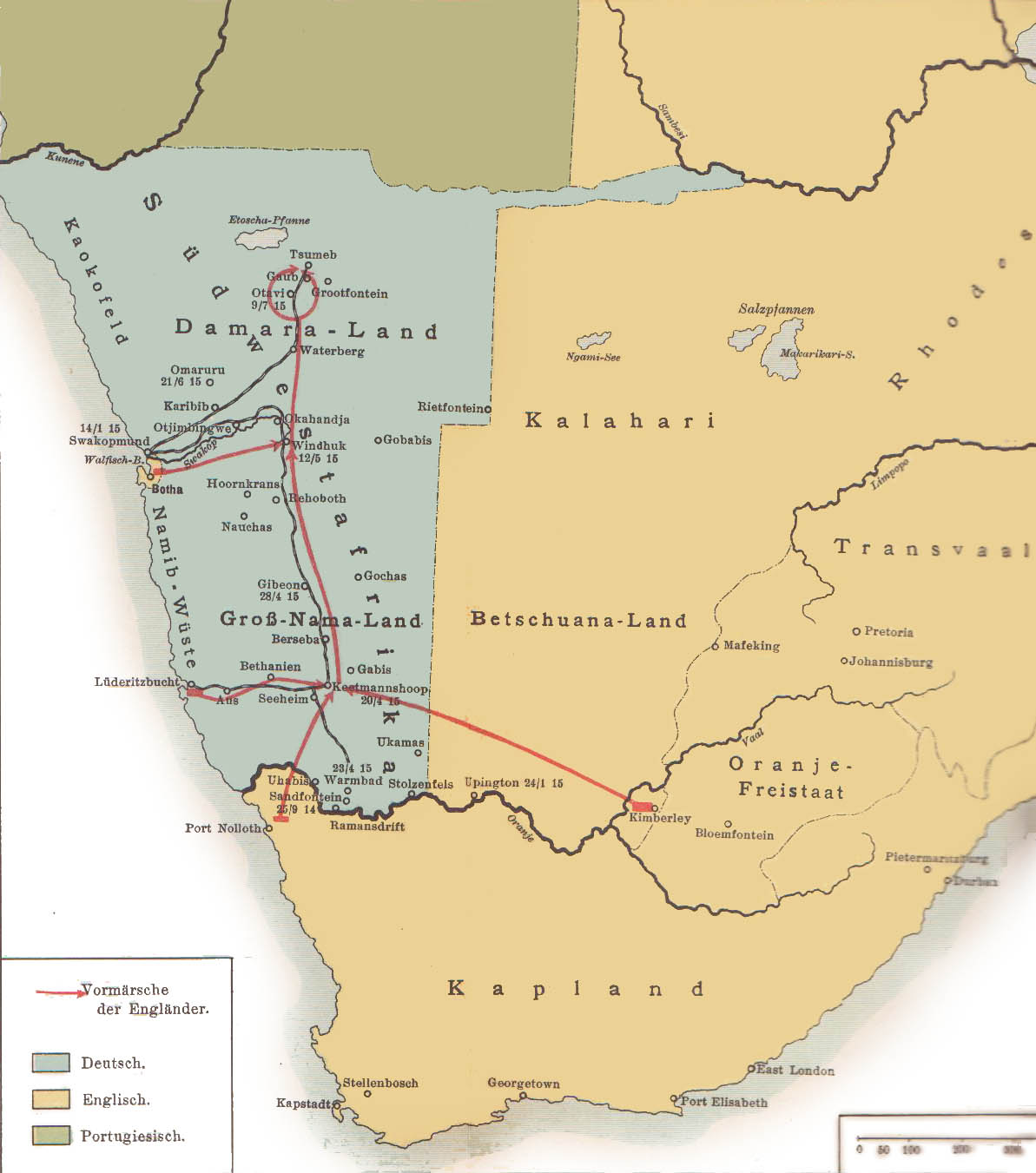
Der Südwestafrikafeldzug 1915

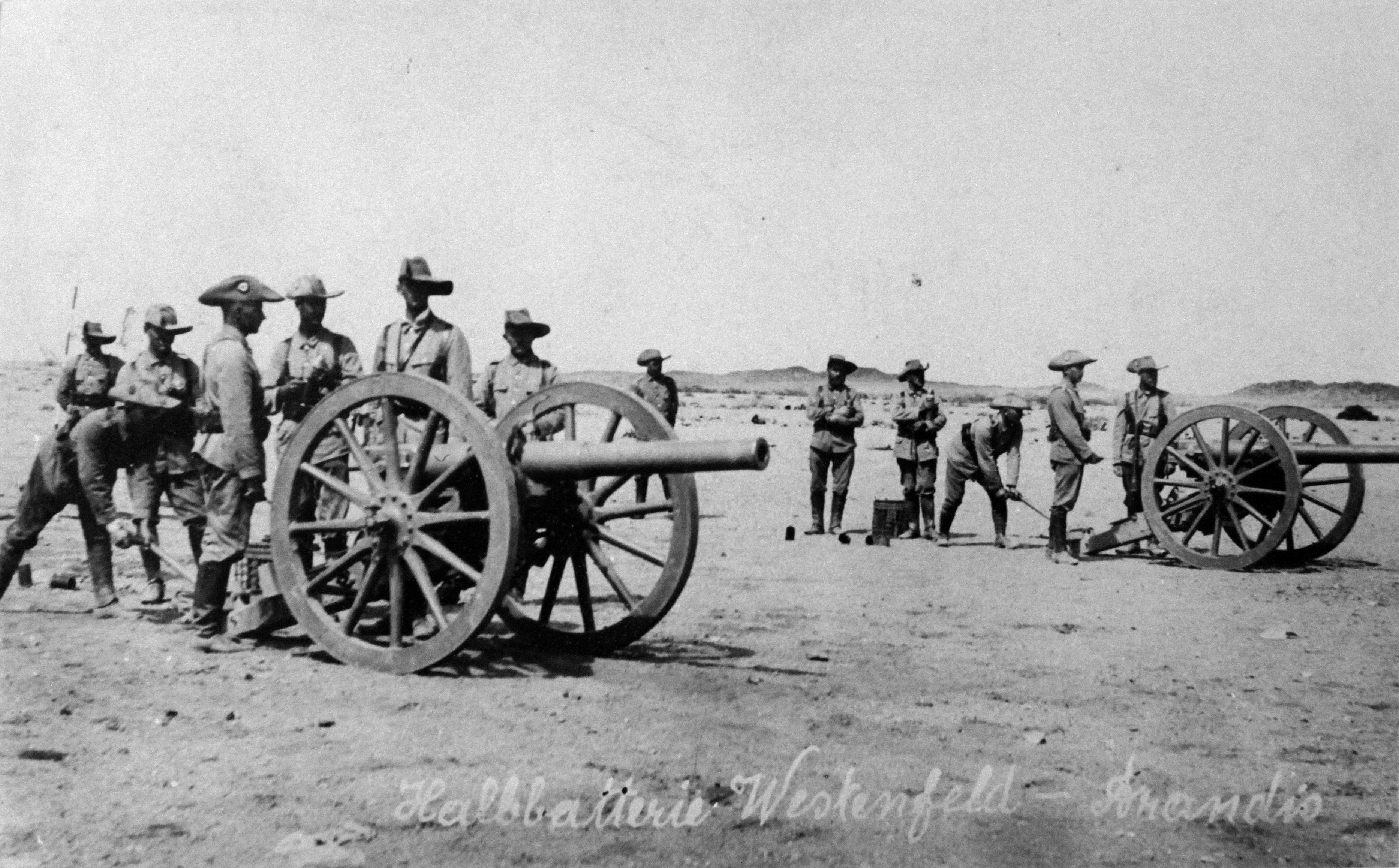
Deutsche Kanonen („Halbbatterie Westenfeld“) im Einsatz während des Ersten Weltkriegs in Deutsch-Südwestafrika

Die Kolonie Deutsch-Südwestafrika grenzte im Süden an die militärisch stärkere Südafrikanische Union, was der deutschen Seite eine taktisch ungünstige Ausgangslage bot. Bei Kriegsbeginn stationierten die Deutschen daher ihre gesamten Kräfte an der deutsch-südafrikanischen Grenze. Die Kampfhandlungen brachen mit einem südafrikanischen Angriff auf die Polizeistation von Ramansdrift aus, bis September 1914 kam es zu einigen Gefechten gegen südafrikanische und englische Einheiten, bei denen den Schutztruppen unter dem Befehl von Oberstleutnant Joachim von Heydebreck immer wieder kleinere Erfolge gelangen. In der Schlacht bei Sandfontein schlug die deutsche Schutztruppe eine zahlenmäßig überlegene Armee aus Südafrika zurück. Die zur südafrikanischen Union gehörende Exklave Walfischbucht war vom 10. September 1914 bis zum 25. Dezember 1914 von deutscher Seite besetzt. Im Oktober 1914 kam es dann zur Einstellung der Kampfhandlungen, weil in Südafrika ein Burenaufstand gegen die englische Herrschaft ausbrach, zu dessen Unterdrückung Premierminister der südafrikanischen Union, Louis Botha sämtliche Truppen abziehen musste. Durch diese Revolte verzögerte sich der britische Vormarsch um einige Monate. Einige dieser burischen Freischärler kämpften nach Niederschlagung dieses Aufstands auf deutscher Seite weiter.
Diese Kampfpause im Süden nutzte von Heydebreck, um eine Strafexpedition gegen Portugiesisch-Westafrika durchzuführen. Portugiesische Truppen hatten zuvor den deutschen Gouverneur von Outjo, Leonhard Schultze gefangen genommen und auf seinem Fluchtversuch erschossen. Schultze hatte versucht, mit den portugiesischen Behörden in Kontakt zu treten, um zu klären, ob sich Deutschland mit Portugal im Kriegszustand befinde. Als Racheakt wurde das portugiesische Fort Naulila angegriffen. Portugal war zwar bis 1916 offiziell neutral, beschlagnahmte aber auf britischen Druck deutsche Versorgungstransporte.
Nach Niederschlagung des Burenaufstandes in Südafrika wurde die Lage für die Deutschen zusehends aussichtslos. Südafrikanische Truppen besetzten Swakopmund im Westen und rückten zugleich von Süden her ein. Windhuk fiel am 11. Mai 1915, sodass der deutsche Verwaltungssitz nach Grootfontein verlegt werden musste. Die deutsche Schutztruppe wich weiter nach Norden aus, ergab sich aber letztlich – vom Feind verfolgt – im Minengebiet von Otavi, das Ende Juni 1915 besetzt wurde. Am 9. Juli 1915 wurde ein Waffenstillstand ausgehandelt. Bis Mitte August besetzte die südafrikanische Union das gesamte Land, den deutschen Siedlern wurde gestattet, auf ihre Farmen zurückzukehren, und selbst die noch 1300 Mann starke Schutztruppe wurde nicht entwaffnet, sondern lediglich in einem bestimmten Landesteil konzentriert.

### Ostafrika

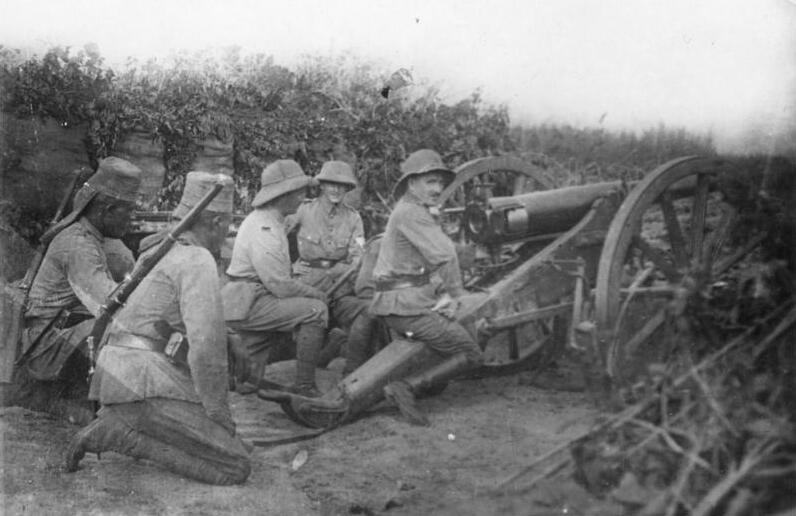
Deutsche Soldaten mit Feldgeschütz in Deutsch-Ostafrika, 1914

Die Kriegsschauplätze in Ostafrika erstreckten sich über ein erhebliches Areal. Es umfasste ein Gebiet vom heutigen Südkenia (damals Teil Britisch-Ostafrikas) bis tief nach Mosambik (damals Portugiesisch-Ostafrika). Dazwischen lag Deutsch-Ostafrika, die größte und bevölkerungsreichste aller deutschen Kolonien. Ab Mitte 1915 war Deutsch-Ostafrika die einzige verbliebene Exklave der Mittelmächte auf der Südhalbkugel. Die deutsche Heeresleitung unternahm daher einige Anstrengungen, mit der Kolonie in Kontakt zu bleiben. Zwei Blockadebrecher erreichten die ostafrikanische Küste, kehrten jedoch nicht nach Deutschland zurück. Versuche, die Kolonie im Zuge der Stotzingen-Mission durch eine Relaisfunkstelle und durch ein Luftschiff zu erreichen, wurden unterwegs abgebrochen.

#### Deutsch-Ostafrika: Kernland

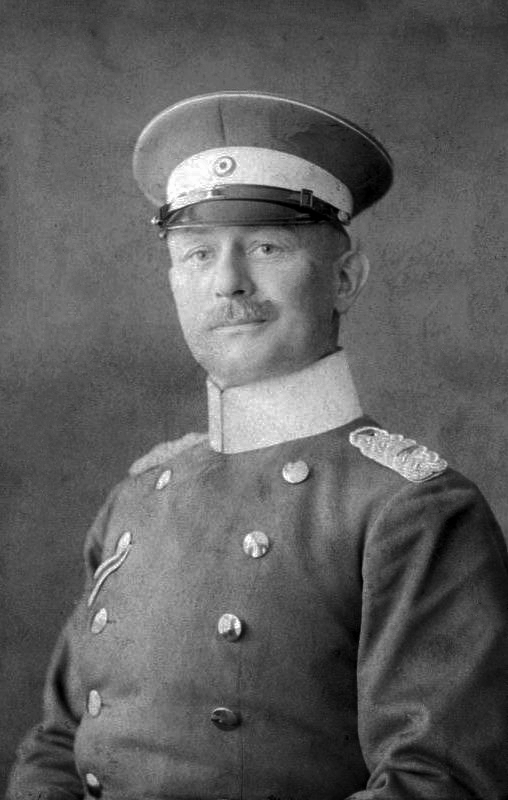
Paul von Lettow-Vorbeck (1913)

Das Kernland von Deutsch-Ostafrika (das spätere Tanganjika) verfügte über zwei Bahnlinien, die schnelle Truppentransporte ermöglichten, und auch die geographische Lage begünstigte die Verteidigung. Die Schutztruppe für Deutsch-Ostafrika erhielt 1914 mit Paul von Lettow-Vorbeck einen Kommandeur, der seine Streitmacht sofort auf einen möglichen Krieg vorbereitete und seine Berufung darin sah, möglichst viele gegnerische Kräfte in der Kolonie weitab vom entscheidenden europäischen Kriegsschauplatz zu binden. Aus diesen Gründen kam es in Deutsch-Ostafrika zu den blutigsten Kämpfen des Ersten Weltkrieges um eine Kolonie.
Die Alliierten boten insgesamt 250.000 britische, südafrikanische, indische, belgische und portugiesische Soldaten sowie bis zu 1.000.000 afrikanische Träger auf. Die Verteidiger erreichten nach einer Generalmobilmachung zu Kriegsbeginn 3.000 deutsche Offiziere, Unteroffiziere und Mannschaften sowie 12.100 kampferprobte Askaris. In der Spitze 41.000 Afrikaner verrichteten Träger- und Hilfsdienste. Die Kampfhandlungen fanden auf fünf voneinander sehr weit entfernten Kriegsschauplätzen statt. Den Deutschen erleichterte dabei ihr Straßen- und Schienennetz die Versorgung. Die Wirkung der britischen Seeblockade konnte durch Blockadebrecher und durch Improvisation auf deutscher Seite teilweise unterlaufen werden.
Auf deutsche Angriffe im kenianischen Grenzgebiet reagierten die Briten mit der Herbeiführung anglo-indischer Kolonialtruppen. Nachdem diese 1914 in Gefechten bei Tanga und Longido schwere Niederlagen erlitten, schafften die Briten südafrikanische Truppen unter dem ehemaligen Burengeneral Jan Christiaan Smuts nach Kenia. Ihnen gelang es mit einem großen Aufwand an Personal und Material die Städte und die Eisenbahnlinien einzunehmen und die Schutztruppe in den unwegsamen südlichen Teil der Kolonie abzudrängen.

#### Britisch-Ostafrika und Sansibar

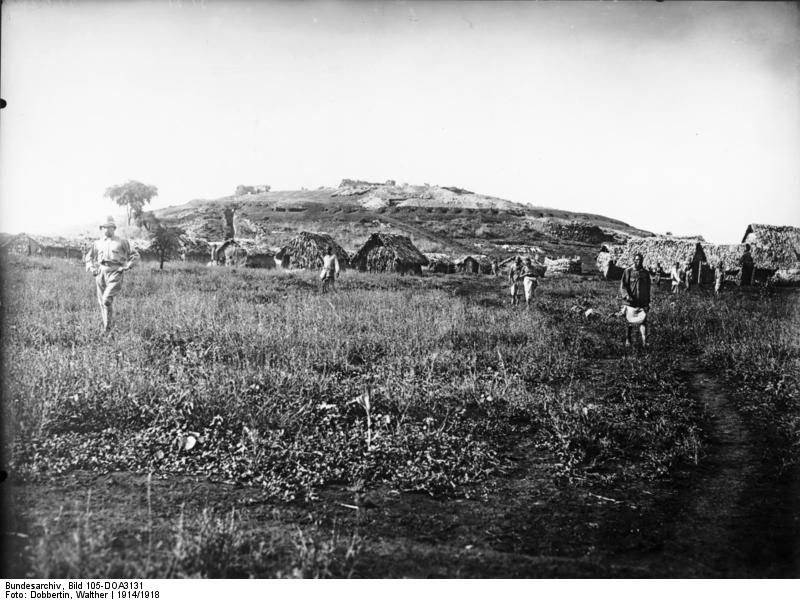
Einnahme des Grenzortes Taveta in Britisch-Ostafrika (heute Kenia) durch deutsche Truppen, 15. August 1914

Am Anfang des Krieges gelangen den Deutschen Einfälle in den Süden Britisch-Ostafrikas. Am 15. August 1914 nahm die deutsche Schutztruppe den britischen Grenzort Taveta ein und baute ihn zu einem Militärstützpunkt für Unternehmungen gegen die britische Uganda-Bahn aus. Dies führte bei den Briten zu der Entscheidung, Tausende indische Soldaten nach Mombasa zu bringen, die ab September 1914 dort eintrafen. Die Uganda-Bahn war im Verlauf der ersten eineinhalb Kriegsjahre das Ziel zahlreicher deutscher Kleinkampfgruppen, die britische Militärzüge angriffen und Sprengfallen gegen überfahrende Züge legten. Diese Kommandounternehmen führten durch unwegsames, wasserarmes Gelände und waren daher sehr entbehrungsreich. Erst im März 1916 gelang es den Briten die Lage unter Kontrolle zu bringen und die langen Bahnabschnitte zu sichern.
Das Sultanat Sansibar trat als Protektorat Großbritanniens am 5. August 1914 gegen das Deutsche Reich und am 20. August 1914 gegen Österreich-Ungarn in den Krieg ein. Am 20. September 1914 beschoss der deutsche Kreuzer Königsberg den Hafen und die Funkanlage von Sansibar, wobei der britische Kreuzer Pegasus sank.

#### Deutsch-Ostafrika: Insel Mafia
Mafia war die größte von Deutschland besessene Insel vor der Küste Ostafrikas. Zu Beginn des Ersten Weltkriegs wurde auf Mafia ein kleiner Posten der Schutztruppe stationiert. Am 10. Januar 1915 besetzten britische Kolonialtruppen die Insel, um von hier aus die im Delta des Rufiji versteckte Königsberg auszuschalten. Die Landung erfolgte bei Ras Kisimani am Südwestzipfel der Insel. Die Verteidiger, drei Deutsche und rund zwanzig Askaris unter dem Befehl eines ansässigen Pflanzers, gaben den Kampf gegen sechs Kompanien der Briten nach fünf Stunden auf. Die Schutztruppenangehörigen wurden durch die Briten gefangen genommen. Lediglich einem Landsturmmann gelang die Flucht mit einer Dau nach Kilwa Kivinje.

#### Deutsch-Ostafrika: Ruanda und Burundi
Der deutsche Oberkommandierende in Ostafrika, Paul von Lettow-Vorbeck, hielt diese beiden Gebiete im äußersten Nordwesten von Deutsch-Ostafrika für militärisch unhaltbar und zog bei Kriegsbeginn die Schutztruppenverbände von dort ab. Der deutsche Befehlshaber in Ruanda, Hauptmann Max Wintgens, sah die Lage anders und stellte aus der afrikanischen Polizei in Ruanda eine Truppe von 80 Mann auf, mit der er sogar zum Angriff auf Belgisch-Kongo ansetzte und die Insel Idjwi im Kivu-See besetzte. Mit belgischen Beutewaffen wurde ein weiterer Verband aus 100 Mann ausgerüstet. Afrikanische Hilfskrieger wurden rekrutiert und im Schnellverfahren zu Soldaten ausgebildet. Auch der König von Ruanda, Yuhi V. Musinga, zog die Uniform der deutschen Schutztruppe an und unterstützte die Verteidigung seiner Heimat gegen die Angriffe der Briten und Belgier. Er stellte auch Krieger unter das Kommando des deutschen Befehlshabers. Zusätzlich meldeten sich Afrikaner freiwillig für den Dienst als Soldaten unter deutschem Kommando. Mit diesem zusammengewürfelten Verband konnten lange Zeit Ruanda und Burundi gehalten werden. Im Mai 1916 musste denn gegen die belgisch-britische Übermacht Ruanda geräumt werden. Auf einen militärischen Widerstand in Burundi verzichtete daraufhin die deutsche Führung und im Juni 1916 wurde das Land von den Belgiern besetzt.

#### Portugiesisch-Ostafrika und Nordrhodesien
In einer späteren Phase ihres Feldzuges setzten die Briten afrikanische Truppen aus Kenia ein, die die Reste der Schutztruppe zum Ausweichen nach Portugiesisch-Ostafrika (Mosambik) zwangen. Am 25. November 1917 verließ von Lettow-Vorbecks Truppe mit dem Übertritt am Fluss Rovuma den Boden Deutsch-Ostafrikas und drang mit der Schlacht von Ngomano in die portugiesische Kolonie ein. Von Lettow-Vorbeck konnte in Portugiesisch-Ostafrika neue Vorräte erbeuten und zog 1918 wieder durch den Süden Deutsch-Ostafrikas nach Nordrhodesien. Hier überbrachten ihm englische Parlamentäre die Nachricht vom Waffenstillstand in Europa. Daraufhin ergab sich die deutsche Schutztruppe den Alliierten am 25. November 1918.

## Weitere Kriegsschauplätze außerhalb Europas

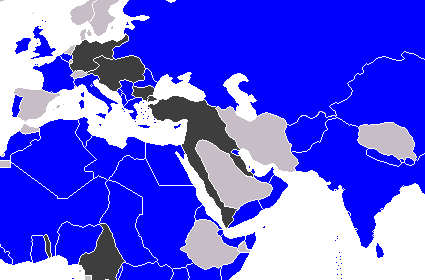
Erster Weltkrieg im orientalischen Raum (1917):
Entente und Verbündete
Mittelmächte
neutrale Staaten

Das Deutsche Reich unterstützte im Ersten Weltkrieg antikoloniale, nationalistische und religiöse Bestrebungen in Afrika und Asien, außerhalb seiner eigenen Besitzungen. Damit war das Ziel verbunden, zur Destabilisierung der Kriegsgegner in den Kolonien beizutragen. Dies geschah beispielsweise durch Materialbeschaffung und Militärberatung für aufständische Kolonialvölker. Eine besondere Rolle spielte hierbei die deutsche Nachrichtenstelle für den Orient (NfO).

### Ausgewählte Auslandsoperationen der Mittelmächte
Zu den Operationen zählten unter anderem:
- die Nachschublieferungen für den Kampf der Sanussiya gegen die britische und italienische Kolonialherrschaft in Ägypten und Libyen (unter anderem durch U 35, U 38 und U 39)[28]
- die Niedermayer-Hentig-Expedition zur Vorbereitung eines afghanisch-deutschen Bündnisses gegen Britisch-Indien[29]
- diplomatische Bemühungen und Agenteneinsätze unter Nomadenstämmen in Nordarabien und Persien, unter anderem durch Alois Musil und Wilhelm Waßmuß (→ siehe auch: Persien im Ersten Weltkrieg)[30]
- Interventions- und Destabilisierungsversuche am Horn von Afrika und im angrenzenden Sudan, unter anderem durch Leo Frobenius[31] und Lorenz Jensen
- die Stotzingen-Mission zur Revolutionierung südsudanesischer Volksstämme
- die Mission von Otto Mannesmann und Paul Todenwarth zur Revolutionierung der Volksstämme in Libyen
- die Mission des Militärattachés in Peking, Werner Rabe von Pappenheim, zur Unterbrechung der Transsibirischen Eisenbahn

Die Ausgangsbasis für diese Operationen bildete zumeist die Einflusszone des mit Deutschland verbündeten Osmanischen Reiches. Daher ist auch das deutsche Asien-Korps zu nennen, das sich an der Kriegsführung in den osmanisch beherrschten Provinzen im Nahen Osten beteiligte.
Ferner stellte die deutsche Schutztruppe den Buren Waffen und Uniformen während der Maritz-Rebellion zur Verfügung. Die Rebellion war vor allem in der südafrikanischen Provinz Nordkap ausgebrochen und richtete sich gegen den Kriegseintritt Südafrikas auf Seiten Großbritanniens.
Zu Kriegsschauplätzen auf dem amerikanischen Kontinent kam es nicht. Entsprechende Überlegungen waren jedoch Inhalt der sogenannten Zimmermann-Depesche von 1917, deren Bekanntwerden die Bemühung Deutschlands um ein Bündnis mit Mexiko vereitelte.

### Anatolien
Seit 1915 kam es zu Verfolgungsmaßnahmen bis hin zum Völkermord gegen Armenier, Aramäer/Assyrer und Griechen.
Eine Invasion der Dardanellen durch die Entente 1915/16 wurde durch die Schlacht von Gallipoli zurückgeschlagen.

### Naher Osten und Nordafrika
Nach dem Scheitern eines osmanischen Angriffs auf den Sueskanal fiel das Ostufer 1916 an die Briten. Ein Vorstoß britischer Kolonialtruppen in Mesopotamien scheiterte vorerst im April 1916 bei Kut, im März 1917 konnte jedoch Bagdad erobert werden. Die mit der Unterstützung aufständischer Araber bei Beratung durch Lawrence von Arabien im Rahmen des Sinai- und Palästinafeldzugs vordringenden Briten brachten den Osmanen in der Palästinaschlacht im September 1918 die letzte entscheidende Niederlage bei.
Die Mittelmächte unterstützten das osmanische Militär mit Mannschaften und Material für den Einsatz in Nahost. Neben Deutschland beteiligte sich auch Österreich-Ungarn an der Hilfe, die etwa Artillerieverbände umfasste.
Der letzte Sultan des Fur-Sultanats im heutigen Darfur, Ali Dinar, sprach sich 1916 gegen den britischen Herrschaftsanspruch aus. Der Sultan hoffte auf die deutsch-osmanische Unterstützung und traute der Propaganda der Mittelmächte, die nach dem Sieg einen islamischen Staat in Nordafrika verhießen. Der Aufstand wurde jedoch noch im selben Jahr durch britische Kolonialtruppen blutig niedergeschlagen. Dinar kam in den letzten Kämpfen ums Leben.

### Kaukasus
Im Kaukasus eröffneten russische Truppen Anfang November 1914 die Offensive. Im Winter 1914/15 kam es bei dem Versuch eines Gegenangriffs der osmanischen 3. Armee zu deren ersten schweren Niederlage in der Schlacht von Sarıkamış. Bei der nachfolgenden russischen Gegenoffensive erlitten die Osmanen große Gebietsverluste in Ostanatolien. Nach den russischen Anfangserfolgen kam der russische Vorstoß jedoch ab Februar 1917 wegen der Auswirkungen der Februarrevolution zum Erliegen. Mit Aserbaidschan, Großbritannien, Armenien und der Zentralkaspischen Diktatur traten anschließend neue Parteien auf diesem Kriegsschauplatz in Erscheinung. Auch das Deutsche Reich entsandte mit der Deutschen Kaukasusexpedition Soldaten in die Region.

## Seekrieg auf den Weltmeeren

Weltkriegsroute und Stationen des deutschen Ostasiengeschwaders 1914

Im Zuge des Kreuzerkrieges kam es zu mehreren Kampfhandlungen an überseeischen Küstenorten. Hierzu zählen:
- die Angriffe der deutschen Kreuzer Goeben und Breslau am 4. August 1914 auf die algerischen Häfen Bône und Philippeville.
- ein Angriff des deutschen Kreuzers Nürnberg am 7. September 1914 auf die Kabelstation der Fanning-Insel.[37]
- ein Angriff des deutschen Kreuzers Königsberg am 20. September 1914 auf den Hafen von Sansibar, wobei der britische Kreuzer Pegasus versenkt wurde.
- ein Angriff der deutschen Panzerkreuzer Gneisenau und Scharnhorst am 22. September 1914 auf die Reede von Papeete (Tahiti), wobei das französische Kanonenboot Zélée versenkt wurde.[38]
- die Angriffe des deutschen Kreuzers Emden auf die Ölanlagen bei Madras (Indien) und den Hafen von Penang (Malaysia) vom 23. September und 28. Oktober 1914, wobei der russische Kreuzer Schemtschug und der französische Torpedobootszerstörer Mousquet versenkt wurden.
- Überfall der osmanischen Flotte unter Souchon auf russische Hafenstädte im Schwarzen Meer führt zur Kriegserklärung Russlands an das Osmanische Reich.
- die Landung eines Teils der Emden-Besatzung auf den Kokosinseln am 9. November 1914. (Dem Kommando gelang nach Versenkung der Emden die Heimkehr durch den Indischen Ozean und die Arabische Halbinsel.)
- ein Angriff des deutschen U-Kreuzers U 156 auf die US-amerikanische Stadt Orleans (Massachusetts) am 21. Juli 1918 (→ Angriff auf Orleans).

Seegefechte außerhalb europäischer Gewässer fanden am 1. November 1914 bei Coronel und am 8. Dezember 1914 bei den Falklandinseln statt. Das von Deutschland verhängte Seesperrgebiet umfasste 1918 auch die Kapverdischen Inseln sowie die afrikanischen Küsten bei Dakar und des Mittelmeeres.
Zu einer „Landnahme“ kam es am 2. August 1917 als Felix Graf von Luckner, Kapitän des Hilfskreuzers Seeadler, auf der Pazifik-Insel Mopelia (Maupihaa) strandete. Luckner rief daraufhin eigenmächtig die Gründung der „deutschen Kolonie“ Cäcilieninsel aus. Von den Überresten des gestrandeten Schiffes errichtete die Mannschaft die Siedlung Seeadlerdorf. Die deutschen Seeleute lebten zusammen mit den Gefangenen der zuvor aufgebrachten Schiffe etwa einen Monat auf der Insel. Luckner brach zusammen mit wenigen Getreuen in einem Beiboot zu den Fidschiinseln auf. Die übrigen Besatzungsmitglieder kaperten am 5. September 1917 den französischen Schoner Lutece und segelten zur Osterinsel.
Die Besitzergreifung war ein symbolischer Akt ohne rechtliche Wirkung. Offiziell gehört Maupihaa bis heute zum französischen Überseegebiet Französisch-Polynesien.

## Aufteilung der deutschen Kolonien nach dem Weltkrieg

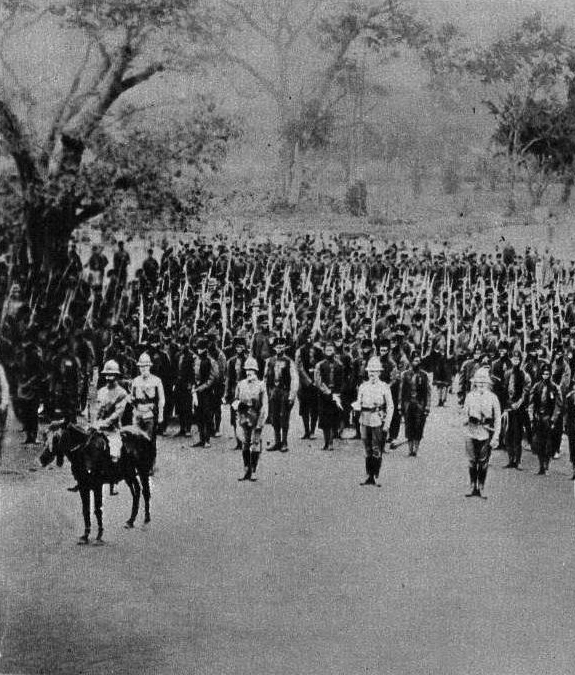
Britische Besatzungstruppen in Togo (Oktober 1914)

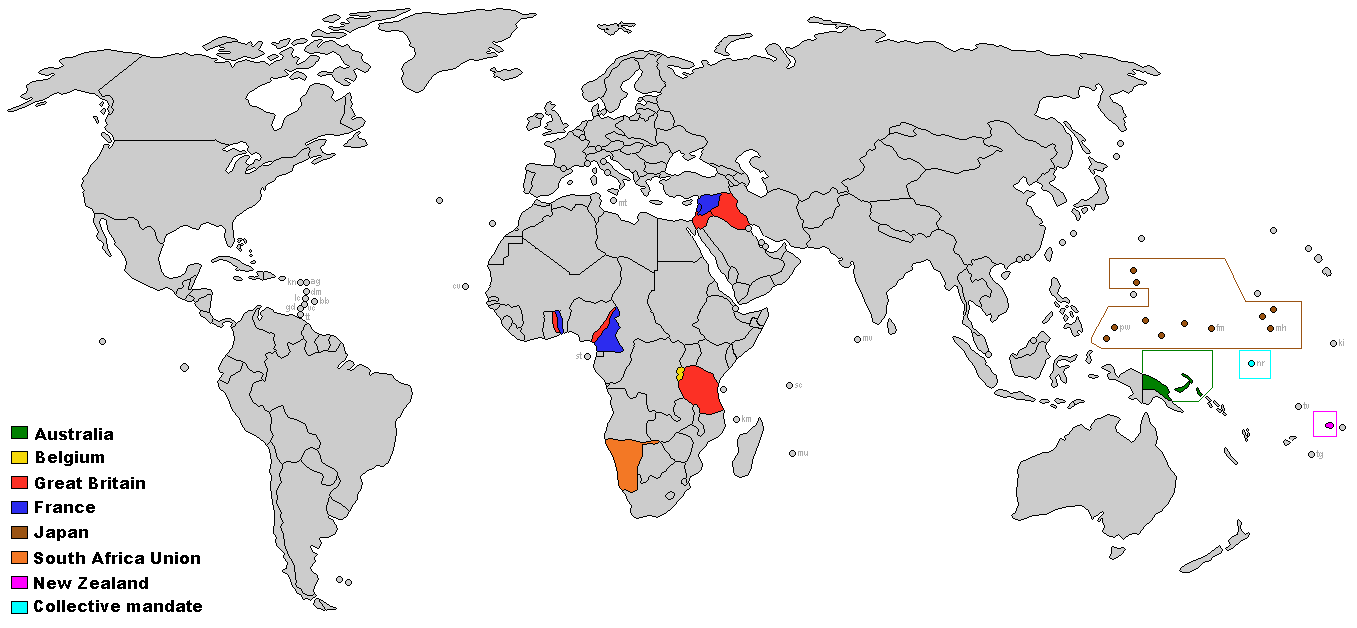
Mandatsgebiete in den ehemaligen deutschen Kolonien und Provinzen des vormaligen Osmanischen Reiches
Britisches Mandatsgebiet
Französisches Mandatsgebiet
Belgisches Mandatsgebiet
Australisches Mandatsgebiet
Japanisches Mandatsgebiet
Neuseeländisches Mandatsgebiet
Südafrikanisches Mandatsgebiet
Gemeinschaftliches Mandatsgebiet

Der Friedensvertrag von Versailles bestimmte, dass Deutschland alle ehemaligen Kolonien aufgibt. Sie kamen zunächst unter die Verwaltung des Völkerbundes, der die weitere Verwaltung bestimmte.
Über Kiautschou erhielt China 1922 ein Völkerbundsmandat.
Die meisten Südseeinseln (namentlich Nördliche Marianen, die Marshallinseln und die Karolinen) kamen unter japanisches Mandat und wurden schließlich, nach dem Zweiten Weltkrieg als UN-Treuhandgebiete unter US-Verwaltung gestellt. Die Nördlichen Marianen stehen noch heute unter amerikanischer Verwaltung; die Föderierten Staaten von Mikronesien und die Marshallinseln wurden 1990 in die Unabhängigkeit entlassen, Palau im Jahr 1994.
Deutsch-Samoa wurde zum neuseeländischen Mandat Westsamoa und 1962 unabhängig.
Nauru wurde australisch-britisch-neuseeländisches Völkerbundsmandat und 1968 unabhängig.
Über Deutsch-Neuguinea erhielt Australien ein Mandat (Territorium Neuguinea), 1949 wurde das Gebiet mit dem ehemaligen Britisch-Neuguinea, ebenfalls unter australischem Mandat (Territorium Papua), vereinigt. 1975 wurde das Territorium Papua und Neuguinea als Teil von Papua-Neuguinea, in die Unabhängigkeit entlassen.
Die östlichen 2/3 von Togo wurden französisches Treuhandgebiet (Französisch-Togo), die Unabhängigkeit erhielt das Land 1960, der Westen wurde der britischen Goldküste angeschlossen (Britisch-Togoland, heute Bestandteil Ghanas).
Kamerun wurde 1922 geteilt. Der britische Teil kam zur Kronkolonie Nigeria, der französische stand bis zur Unabhängigkeit 1960 unter eigener Verwaltung. 1975 kam es zur Wiedervereinigung mit dem Süden des ehemaligen britischen Teils, der Norden verblieb bei Nigeria. Deutsch-Südwestafrika wurde als Namibia als letzte Kolonie Afrikas 1990 von Südafrika in die Unabhängigkeit entlassen. Der größte Teil Deutsch-Ostafrikas wurde britisch, Belgien erhielt die Provinzen Ruanda und Burundi (Urundi), das Kionga-Dreieck ging als letzter Territorialgewinn Portugals überhaupt an Portugiesisch-Ostafrika (Mosambik). 1961 erfolgte die Unabhängigkeit des Staates unter dem Namen Tanganjika. Dies wurde dann mit Sansibar zu Tansania vereinigt. Belgien entließ den restlichen Teil als Burundi und Ruanda 1962 in die Unabhängigkeit.